# Bubbles
Bubbles er en spillefilm fra 2011, der er instrueret af Kasper Syhler.